# Lyra McKee
Lyra Catherine McKee (Belfast, 31 de marzo de 1990-Creggan, Derry; 18 de abril de 2019) fue una periodista británica nacida en Irlanda del Norte. Fue editora de Mediagazer y había escrito para The Atlantic y BuzzFeed News. El 18 de abril de 2019 fue asesinada a tiros durante disturbios en el área de Creggan en Derry, condado de New Derry.

## Biografía
La carrera de McKee en el periodismo comenzó cuando, a los catorce años, publicó un periódico escolar y al año siguiente ganó un lugar en un plan de capacitación para periodistas. 
La primera vez que llegó a la vida pública fue en 2014, con la publicación de una carta en el blog titulada Carta a mi yo de 14 años, en la que describió los desafíos del crecimiento de homosexuales en Belfast, y posteriormente se convirtió en un cortometraje. El trabajo de McKee como periodista incluyó varias piezas que aparecieron en medios nacionales e internacionales. Entre ellos se encontraban artículos que escribió para The Atlantic, The Belfast Telegraph, Private Eye y BuzzFeed News; También fue editora de Mediagazer. 
En 2016, la revista Forbes la nombró como una de sus «30 menores de 30 en los medios» debido a su trabajo como periodista de investigación.

## Asesinato
El 18 de abril de 2019 a los 29 años, McKee fue asesinada a tiros durante disturbios en el área de Creggan en Derry, Condado de Londonderry. 
La policía culpó a los republicanos disidentes por su muerte. Las imágenes del teléfono móvil muestran a un pistolero enmascarado, que se cree que es miembro del Nuevo IRA, abriendo fuego con una pistola. Inmediatamente después del tiroteo, la policía la trasladó, en un vehículo blindado, al Hospital Altnagelvin, donde más tarde murió. 
McKee había estado investigando asesinatos no resueltos durante el transcurso del conflicto en Irlanda del Norte a finales del siglo xx.
Sus editores Faber y Faber la describieron como una estrella emergente del periodismo de investigación. Séamus Dooley secretario general adjunto de la Unión Nacional de Periodistas de Irlanda del Norte, la describió como «una periodista de coraje, estilo e integridad».

## Obras
- 2018, Ángeles con caras azules (2018, Faber y Faber)
- 2019, Los niños perdidos (The Lost Boys, Faber y Faber)